# At Vance
At Vance é uma banda alemã de power metal formada em 1998 por Oliver Hartmann e Olaf Lenk. Apesar das mudanças constantes de formação, lançou sete álbuns. Sua musicalidade possui traços de semelhanças com a banda Rainbow; mistura estilos neo-clássicos, hard rock e speed metal alemão. Algumas de suas canções são versões "metalizadas" de obras de outros artistas, ou seja, executada nos moldes do metal mas que mantêm a melodia e letra original. Destaque para "Desperado", do Eagles, "5th symphony", de Beethoven, "Etude 4", de Chopin e "Four seasons" de Vivaldi.

## Integrantes

### Membros
- Rick Altzi - vocal
- Olaf Lenk - guitarra e teclados
- Chris Hill - baixo
- Kevin Kott - bateria

### Ex-membros
- Uli Müller
- Spoony
- Jochen Schnur
- Sascha Feldmann
- Oliver Hartmann
- Rainald König
- Jürgen "Sledgehammer" Lucas

## Discografia

### Álbuns
- No Escape (álbum) (1999)
- Heart of Steel (2000)
- Dragonchaser (2001)
- Early Works - Centers (2001)
- Only Human (álbum de At Vance) (2002)
- The Evil In You  (2003)
- Chained (álbum de At Vance) (2005)
- VII (2007)
- Ride the Sky (2009)
- Decade (2010)
- Facing Your Enemy (2012)